# SwissJazzOrama
SwissJazzOrama is een museum en archief over jazz in Uster in het kanton Zürich. De collectie is gewijd aan jazz wereldwijd, met nadruk op  Zwitserland. Het organiseert geregeld jazzoptredens op de eigen locatie en werkt samen met buitenlandse instituten en Zwitserse scholen.

## Geschiedenis
Het archief werd in 1989 door Otto Flückiger opgericht als Pro Jazz Schweiz. In 2000 vond de oprichting van het museum plaats en in 2005 werd de naam gewijzigd in SwissJazzOrama. Tot aan de zomer van 2016 waren de vestigingen verdeeld over een muziekcontainer en zeven andere locaties, vooral overvolle kelderopslagen. Sinds circa begin 2017 is het gevestigd op de tweede verdieping van een pand aan de Ackerstrasse 45.
De huidige vestiging bestaat uit vier hoge ruimtes met zeer grote ramen. De nieuwe vestiging wordt  geleid door Hans Peter Künzle, jazzmusicus en voorheen als docent en hoofd verbonden aan de Jazzafdeling van de kunsthogeschool in Zürich. Er is samenwerking met jazzinstituten in het buitenland en schoolinstituten in Zwitserland.
Naast de archief- en museumfunctie organiseert het optredens (onder meer in de galerie en het eigen restaurant) en is het de grootste platenzaak voor jazzmuziek in het land. Dubbele exemplaren van geluidsdragers worden ook in de muziekwinkel verkocht ter extra financiering van de activiteiten. Het brengt verschillende publicaties uit, zoals een nieuwsbrief, concertprogramma's en verder nog een halfjaarlijkse uitgave.

## Collectie
In de collectie bevinden zich onder meer muziekinstrumenten, afspeelapparatuur, bijna 3.000 posters en een grote fotocollectie die ingaan op jazz uit met name Zwitserland, maar ook uit de rest van de wereld.
Ook bezit het de collectie van de 23-jarige geschiedenis van het Zwitsers Jazzfestival (1951-1973) en bijzondere stukken zoals de trompet Susi van de Zwitserse musicus Hazy Osterwald. Een deel van de muziekcollectie en documentatie is geleend of afkomstig van schenkingen, zoals een grote collectie van wijlen muziekjournalist Johnny Simmen.
Daarnaast is er een omvangrijke verzameling geluidsdragers die bestaat uit ruim 5.000 78-toeren-platen, 35.000 elpees en cd's, en een groot aantal muziekcassettes en video's. Ook zijn ruim 2250 boeken en een groot aantal tijdschriften in te zien, evenals kranten uit binnen- en buitenland. De bijna 5.000 notenschriften in het archief zijn digitaal in te zien.